# رامتین خداپناهی
رامتین خداپناهی (زادهٔ ۱۳۵۰ در گرگان) بازیگر سینما، تلویزیون و استاد دانشگاه اهل ایران است.

## زندگی شخصی
رامتین خداپناهی کارگردان، بازیگر و مدرس سینما و تلویزیون در سال ۱۳۵۰ در خانواده‌ای اهل هنر در گرگان به دنیا آمد. پدر او بهمن خداپناهی استاد ویولن و پیانو است.

## زندگی هنری
او از سال ۱۳۷۸، پس از فارغ‌التحصیل شدن از مقطع کارشناسی، به صورت حرفه‌ای وارد کار بازیگری شد. اولین تجربه‌اش تله تئاتر «کشتی نوح» بود و پس از آن بلافاصله در فیلم «ارتفاع پست» ساخته ابراهیم حاتمی کیا به ایفای نقش پرداخت.
از جمله فعالیت‌های هنری او می‌توان به بازی در فیلم کوتاه «گوشه امن» (۱۳۸۱) و فیلم‌هایی چون «مزرعه پدری» (۱۳۸۱)، «صبحانه برای دو نفر» (۱۳۸۲)، «قند تلخ» (۱۳۸۶) و سریال‌های «معصومیت از دست رفته» (۱۳۸۱)، «فقط بخاطر تو» (۱۳۸۲)، «هنگامه» (۱۳۸۳)، «پیله‌های پرواز» (۱۳۸۴)، «برای آخرین بار» (۱۳۸۴)، «خسته دلان» (۱۳۸۷) و «گیل‌دخت» (۱۳۹۷) و… اشاره کرد.

## فیلم‌شناسی

### سینما
- کروکودیل (۱۳۹۶)
- دوازده صندلی (۱۳۹۰)
- راه بهشت (۱۳۹۰)
- محرمانه تهران (۱۳۹۰)
- خاک و آتش (۱۳۸۹)
- قند تلخ (۱۳۸۷)
- سنگ، کاغذ، قیچی (۱۳۸۳)
- کوچولوی خوش شانس (۱۳۸۳)
- صبحانه‌ای برای دو نفر (۱۳۸۲)
- مزرعه پدری (۱۳۸۲)
- ارتفاع پست (۱۳۸۰)

### مجموعه تلویزیونی
| سال       | نام مجموعه            | کارگردان                       | پخش                      |
| --------- | --------------------- | ------------------------------ | ------------------------ |
| ۱۴۰۳      | رخنه                  | علی غفاری و حمیدرضا لوافی      | شبکه یک                  |
| ۱۴۰۱–۱۴۰۲ | گیلدخت                | مجید اسماعیلی                  | شبکه یک و آی فیلم        |
| ۱۳۹۷      | بانوی عمارت           | عزیزالله حمیدنژاد              | شبکه سه                  |
| ۱۳۹۶      | گسل                   | علیرضا بذرافشان                | شبکه یک                  |
| ۱۳۹۵      | پریا                  | حسین سهیلی‌زاده                 | شبکه سه                  |
| ۱۳۹۳      | رهایی                 | مسعود تکاور                    | شبکه دو                  |
| ۱۳۹۲      | اولین انتخاب          | مهدی صباغ‌زاده                  | شبکه پنج                 |
| ۱۳۸۸      | شب بارانی             | سعید ابراهیمی فر               |                          |
| ۱۳۸۷      | خسته‌دلان              | سیروس الوند                    | شبکه یک                  |
| ۱۳۸۶      | یک وجب خاک            | علی عبدالعلی زاده              | شبکه سه پخش در ماه رمضان |
| ۱۳۸۵      | تا صبح                | مجید جوانمردمحمدعلی باشه آهنگر | شبکه پنجپخش در دهه فجر   |
| ۱۳۸۵      | به خاطر من            | اکبر منصور فلاح                | شبکه دوپخش در ماه رمضان  |
| ۱۳۸۴      | برای آخرین بار        | اکبر منصور فلاح                | شبکه پنجپخش در ماه رمضان |
| ۱۳۸۴      | و خداوند عشق را آفرید | مسعود شاه محمدی                | شبکه سهبازیگر مهمان      |
| ۱۳۸۴      | پیله‌های پرواز         | حسین سهیلی زاده                | شبکه دو                  |
| ۱۳۸۳      | هنگامه                | مجید جوانمرد                   | شبکه یک                  |
| ۱۳۸۲      | فقط به خاطر تو        | اکبر منصور فلاح                | شبکه سهپخش در ماه رمضان  |
| ۱۳۸۱      | معصومیت از دست رفته   | داوود میر باقری                | شبکه سه                  |
| ۱۳۷۹      | مریم مقدس             | شهریار بحرانی                  | شبکه یک                  |

### تله فیلم
| سال  | عنوان                           | سمت    | کارگردان          | توضیحات                          |
| ---- | ------------------------------- | ------ | ----------------- | -------------------------------- |
| ۱۳۸۷ | تله‌فیلم «حباب»                  | بازیگر | بیژن شکرریز       | شبکهٔ ۲ سیما                      |
| ۱۳۸۷ | تله‌فیلم «کیش و مات»             | بازیگر | مهران مرادیان     | شبکهٔ ۲ سیما                      |
| ۱۳۸۷ | تله‌فیلم «چراغ خاموش، چراغ روشن» | بازیگر | حسین تبریزی       | شبکهٔ تهران                       |
| ۱۳۸۷ | تله‌فیلم «هکر»                   | بازیگر | حسین تبریزی       | شبکهٔ ۳ سیما                      |
| ۱۳۸۷ | تله‌فیلم «بر باد رفته»           | بازیگر | پرویز جعفری       |                                  |
| ۱۳۸۶ | تله‌فیلم «مانگرو»                | بازیگر | مهدی صباغ‌زاده     | شبکهٔ ۱ سیما                      |
| ۱۳۸۶ | تله‌فیلم «بازی با مهرهٔ سفید»     | بازیگر | حسن لفافیان       | شبکهٔ ۱ سیما                      |
| ۱۳۸۶ | تله‌فیلم «اکباتان»               | بازیگر | سعید اسعدی        | شبکهٔ ۱ سیما                      |
| ۱۳۸۶ | تله‌فیلم «فراموشی»               | بازیگر | مسعود مددی        | سینما ۴                          |
| ۱۳۸۶ | تله‌فیلم «نشانی لاله‌ها»          | بازیگر | اکبر منصور فلاح   | شبکهٔ اول سیما                    |
| ۱۳۸۵ | تله‌فیلم «از اعماق زمین»         | بازیگر | اکبر منصور فلاح   | آماده پخش از شبکهٔ ۱ سیما         |
| ۱۳۸۵ | تله‌فیلم «پرندهٔ شاهین»           | بازیگر | علی عبدالعلی زاده | شبکهٔ ۱ سیما                      |
| ۱۳۸۴ | تله‌فیلم «پایان تاریکی»          | بازیگر | محمد راوندی       | آمادهٔ پخش                        |
| ۱۳۸۳ | تله‌فیلم «کوچولوی خوش شانس»      | بازیگر | بابک نوری         | موجود در ویدئو کلوپ‌های سراسر کشو |
| ۱۳۷۹ | تله‌فیلم «مهر و آئینه»           | بازیگر | محمد ترابی        | شبکهٔ جهانی جام جم                |

### سایر آثار
- کارگردانی نمایش مستخدم ماشینی – اجرا در تالار فخرالدین اسعدگرگانی – ۱۳۷۷
- تله تئاتر کشتی نوح – کار گردان: نور الدین استوار – پخش از شبکهٔ ۲ سیما –۱۳۷۸
- فیلم کوتاه گوشه امن – کارگردان: نگار آذربایجانی – پخش از شبکهٔ تلویزیونی میشیگان – ۱۳۸۱
- آنونس جشنواره فیلم پلیس – کارگردان: مسعود مددی – ۱۳۸۳